# 中原師任
中原 師任（なかはら の もろとう、永観元年（983年） - 康平5年1月6日（1062年2月17日））は、平安時代中期の貴族。伊勢守・中原致時の子。官位は従四位下・主計頭。

## 経歴
長保3年（1001年）寮試に及第すると、擬文章生・文章生を経て、三条朝末の長和4年（1015年）式部録に任官。
後一条朝に入り、寛仁5年（1021年）権少外記に補せられると、治安2年（1022年）少外記、万寿元年（1024年）正月に大外記と外記局で昇任していくが、同年従五位下に叙爵して外記の職を去った。
長元3年（1030年）天文密奏宣旨を受け、天文密奏の労により長元5年（1032年）主税権介、長暦4年（1040年）従五位上に叙任される。長久2年（1041年）正五位下・大外記に叙任されて、父・致時に続いて大夫外記となると、備後権介・伊予介の兼国に与ったほか、関白・藤原頼通家の政所別当も務めた。
後冷泉朝の永承3年（1048年）従四位下・安芸守に叙任されて、大夫外記を去る。安芸守の任期終了後の天喜元年（1053年）主計頭として京官に復した。
康平5年（1062年） 正月6日卒去。享年80。

## 官歴
『地下家伝』による。
- 長保3年（1001年） 寮試及第
- 時期不詳：補文人。擬文章生
- 長保6年（1004年） 12月3日：天文習学宣旨
- 長和3年（1014年） ○月23日：文章生。日付不詳：内御書所衆
- 長和4年（1015年） 日付不詳：式部録
- 長和5年（1016年） 9月15日：大嘗会御禊御前次第司主典
- 寛仁5年（1021年） 正月20日：権少外記
- 治安2年（1022年） 正月30日：少外記
- 万寿元年（1024年） 正月27日：大外記。日付不詳：従五位下（松尾北野行幸行事賞）
- 長元3年（1030年） 日付不詳：天文密奏宣旨
- 長元5年（1032年） 10月27日：主税権介（天文功）
- 時期不詳：覆勘卿宣
- 長元9年（1036年） 日付不詳：大嘗会悠紀所小忌所行事
- 長暦4年（1040年） 正月5日：従五位上（天文密奏労）
- 長久2年（1041年） 正月23日：兼大外記。8月27日：正五位下（松尾春日行幸行事賞）
- 長久3年（1042年） 正月29日：兼備後権介（大外記労）
- 寛徳3年（1046年） 2月：兼伊予介
- 永承2年（1047年） 12月9日：関白左大臣政所別当
- 永承3年（1048年） 正月28日：安芸守、去大外記。2月7日：従四位下
- 永承7年（1052年） 正月：得替解任
- 天喜元年（1053年） 11月28日：主計頭。日付不詳：宣旨正蔵卒分所寄人
- 天喜4年（1056年） 正月：兼備中介（主計頭労）
- 康平5年（1062年） 正月1日：次侍従。正月6日：卒去

## 系譜
『古代氏族系譜集成』による。
- 父：中原致時[2]
- 母：不詳
- 妻：紀数遠[2]または数達[3]の子
  - 男子：中原師平（1023-1092）
  - 男子：中原師章
- 養子女
  - 男子：中原貞親 - 実は尾張秋時の子